# Eugen Weber
Eugen Weber (Bucarest, 24 aprile 1925 – Los Angeles, 17 maggio 2007) è stato uno storico statunitense di origine romena, specializzato nello studio della storia contemporanea di Francia.

## Biografia
Divenuto professore alla UCLA si specializzò nello studio della storia contemporanea francese. È stato autore di opere come The Nationalist Revival in France: 1905-1914 (1959), Varieties of Fascism: Doctrines of Revolution in the Twentieth Century (1964), Peasants into Frenchmen. "The" modernization of rurale France 1870-1914 (1976), Action Française: Royalism and Reaction in Twentieth-Century France (1962), La fin des terroirs. La modernisation della France rurale 1870-1914 (1983), France, Fine di Siècle (1986), Ma France. Mythes, culture, politique (1991), The Hollow Years: France in the 1930s (1994) e Apocalypses: Prophecies, Cults, and Millennial Beliefs through the Ages (1999) tra le altre. È stato anche editore, accanto ad Hans Rogger, di The European Right: Ad Historical Profile (University of California Press, 1965).
È morto a Los Angeles all'età di ottantadue anni, a causa di un cancro al pancreas.